# Őrös
Örös (szlovákul: Strážne) község Szlovákiában, a Kassai kerület Tőketerebesi járásában.

## Fekvése
Királyhelmectől 10 km-re délnyugatra, a magyar határ mellett, a Karcsa-patak partján fekszik.

## Nevének eredete
Neve a magyar Örs személynévből származik. Az eredetet elhomályosító Őrös alak vélhetően adminisztrációs tévedés következtében került a szlovákiai magyar települések hivatalos névjegyzékébe, a korábbi dokumentumok évszázadokra visszamenőleg Örös néven ismerik a falut.

## Története
A falu királyi szolgálatban állt határőrök falujaként keletkezett.
1310-ben „Wrus” néven említik először, ekkor lett tulajdonosa Imreghy Dénes. 1432-ben „Ewrus” alakban bukkan fel az írott forrásokban. A 15. században a Kistárkányiaké, majd a Fogas és a Boda család birtoka. Később több birtokosa is volt, így a 15. század végén öt, a 16. század végén hat társtulajdonossal rendelkezett. 1572-ben Ibrányi Ferencnek volt itt udvarháza. 1557-ben 4 és fél porta után adózott. 1715-ben 21 háztartást számoltak. 1787-ben 40 házában 255 lakos élt.
A 18. század végén Vályi András így ír róla: „ÖRÖS. Magyar falu Zemplén Várm. földes Urai több Urak, lakosai leg inkább reformátusok, fekszik Nagy Kövesdnek szomszédságában, Nagy Géreshez sem meszsze, határja a’ Nagy Géresihez hasonlító, lakosai a’ barom tartásban gyönyörködnek, határja mellett fekszik Gerepese puszta, szántó földgyei a’ homokokon vannak, réttyei pedig lapos, és vizenyős helyeken, annyira hogy ár víz idején nem is lehet használni.”
1828-ban 71 háza és 526 lakosa volt, akik főként mezőgazdasággal foglalkoztak.
Borovszky Samu monográfiasorozatának Zemplén vármegyét tárgyaló része szerint: „Örös, a bodrogközi síkságon fekvő magyar kisközség. 124 házat számlál és 614 lakosa van, kiknek nagyobb része református vallású. Postája Nagygéres s távírója és vasúti állomása Szomotor. Ősrégi őrhely, mely az árpádkori oklevelekben Wrs  alakban szerepel. 1310-ben István bán fiai István, Vid és Miklós elcserélik az Imreghiek más birtokával. 1432-ben a Kistárkányi család az ura, 1444-ben pedig Pazdics Fogas Istvánt iktatják némely részeibe, de ugyanakkor a Kistárkányi Boda család is birtokosa. 1463-ban Sztrithey László kap itt részeket. 1551-ben a Buttkay és a Boday családok is possessorok. 1570-ben Boda Ozsvátnak és Móré Gáspárnak, 1585-ben Himmelreich Tibornak s Joó Jánosnak is van itt birtokuk. Az 1598-iki összeírás Tibay László özvegyét és Palágyi Gáspár özvegyét, Vancsody Miklóst, Paczoth Ferenczet, Boijy Lászlót és Bornemisza Mátyást sorolja fel. 1619-ben Hardicsay Zsuzsannát, 1655-ben Kállay Klárát s 1658-ban Cserney Pált iktatják itt némely részbirtokokba. 1774-ben Klobusitzky Antal, 'Sennyey Imre, Borbély György, Rátkay Péter, Gazdag István és Sámuel, Pancsovszky Ferencz, Farkas László, Balogh János, Horváth Mihály, Ramocsaházy István és a Pilissy és Bártfay családok a földesurai, azután részben bírják még a Gobóczy, Porubszky és Bartay családok is. Most nincs nagyobb birtokosa. A XVII. századbeli pestis Örösfalut sem kímélte meg, 1690 körül pedig árvíz pusztította. Református temploma 1803-ban épült. Ide tartozik Bús-tanya. Dűlői között szerepel a Gerebse nevű, mely már 1332-ben községként szerepel és a pápai tizedszedők jegyzékében is előfordul. Birtokviszonyai teljesen megegyeznek Örös községével. Gerebse-pusztáról vette előnevét és nevét a Gerebsey család. Itt Örös 98körül fekhetett valahol Csőgérd is, melyet egy 1263-iki határjáró levél említ, midőn V. István Zomotor földjét, Gera, Zompa és Mátyás halála után, Péter mesternek adományozza.”
1920-ig Zemplén vármegye Bodrogközi járásához tartozott. 1938 és 1944 között újra Magyarország része. A szovjet csapatok 1944. november 26-án vonultak be a községbe.

## Népessége
| Év:            | 1994. | 2004.   | 2014.   | 2024.   |
| -------------- | ----- | ------- | ------- | ------- |
| Emberek száma: | 716   | 686     | 625     | 566     |
| Eltérés:       |       | -4,18 % | -8,89 % | -9,44 % |

| Év:            | 2023. | 2024.   |
| -------------- | ----- | ------- |
| Emberek száma: | 585   | 566     |
| Eltérés:       |       | -3,24 % |

1910-ben 742-en, túlnyomórészt magyarok lakták.
2001-ben 696 lakosából 641 magyar és 52 szlovák.
2011-ben 653 lakosából 596 magyar és 51 szlovák.

## Nevezetességei
- Református temploma 1806 és 1830 között épült klasszicista stílusban, a korábban megsemmisült fatemplom helyén. 1841-ben leégett; teljes újjáépítésére 1877-ben került sor.[6]
- Világháborús emlékművét 1991 decemberében állították a községháza melletti parkban.
- Temetői nagykereszt.
- Felszabadulási emléktábla a községháza falán.

## Képtár

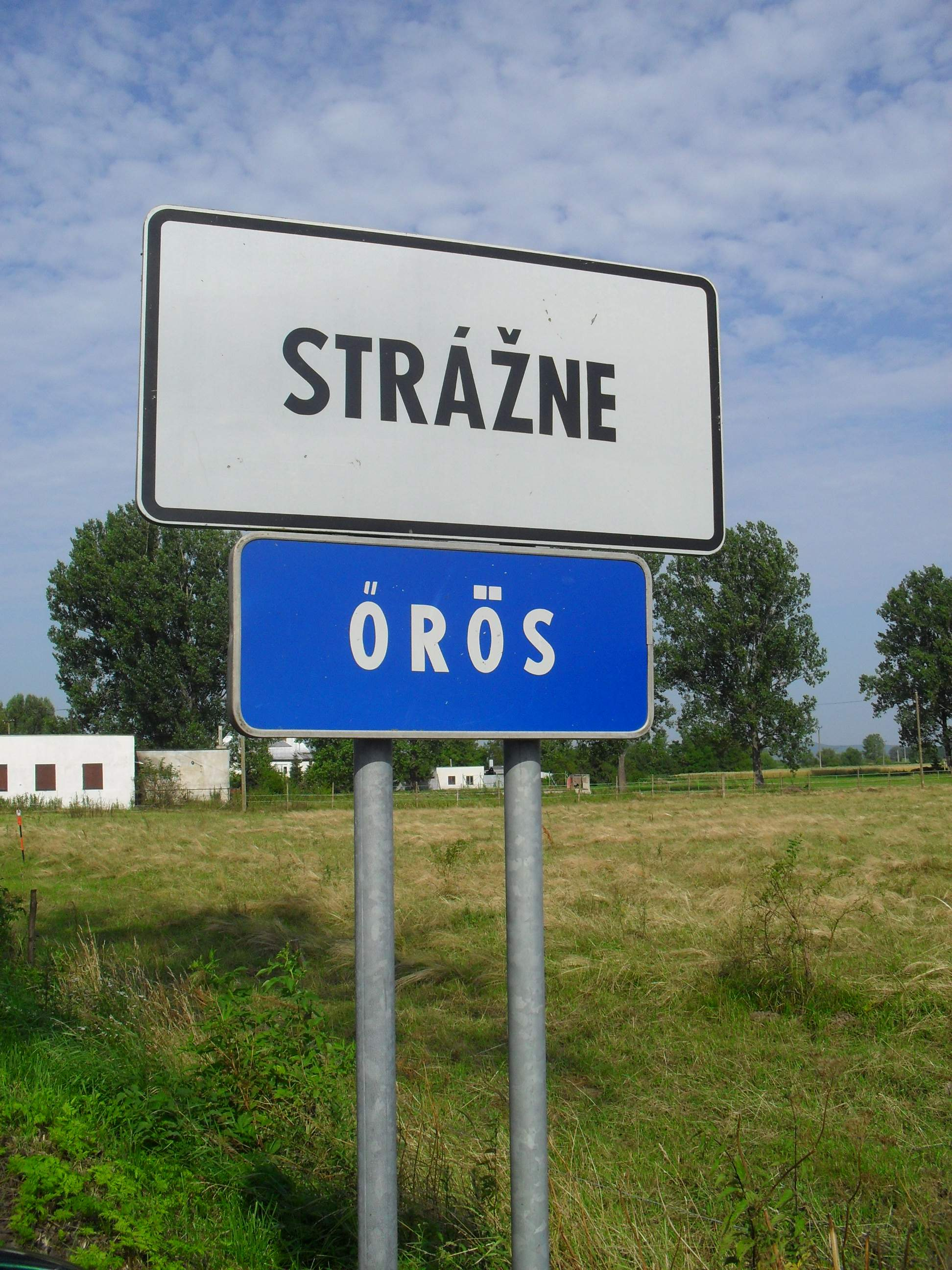
Kétnyelvű helységnévtábla
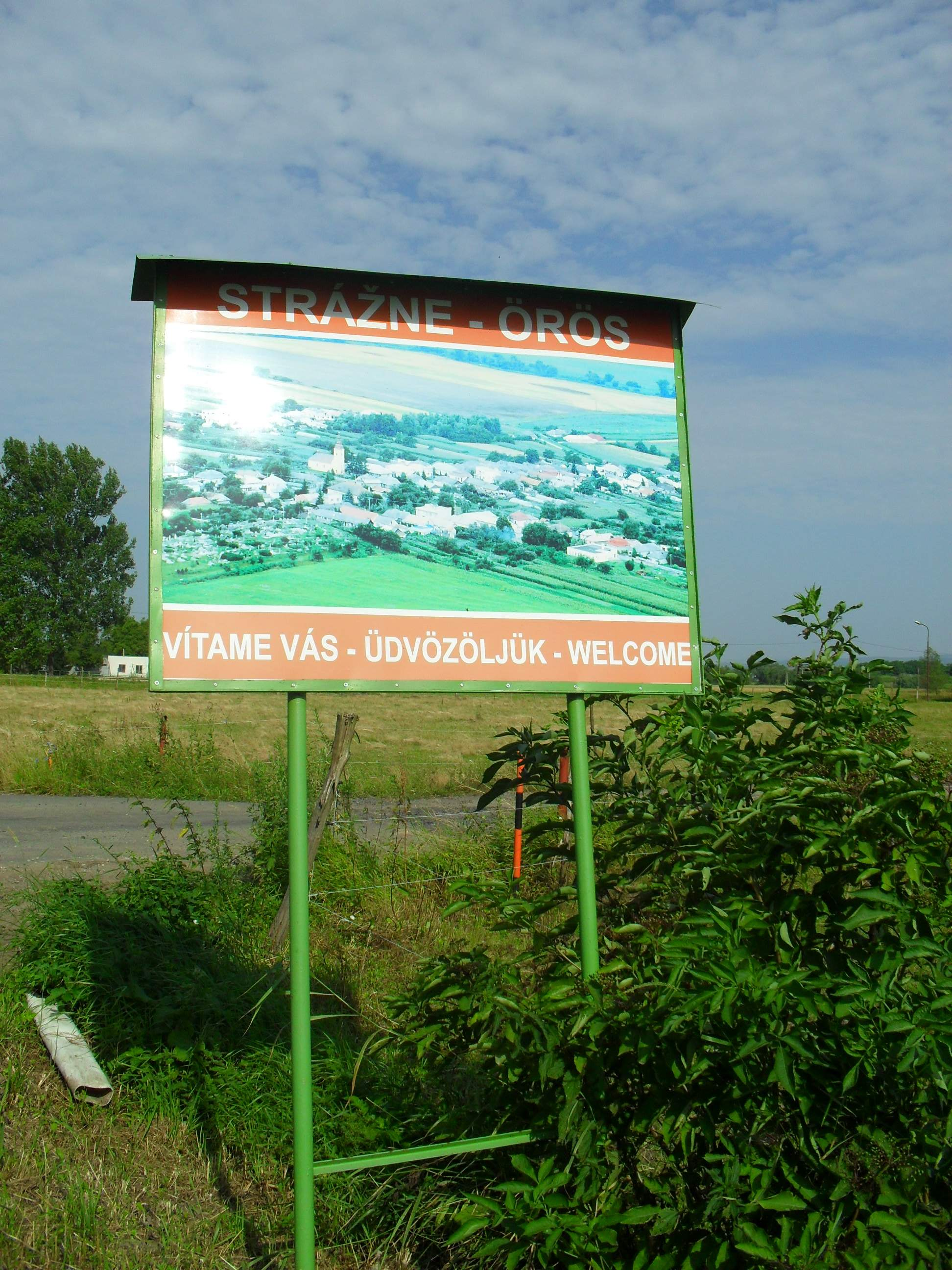
Üdvözlőtábla
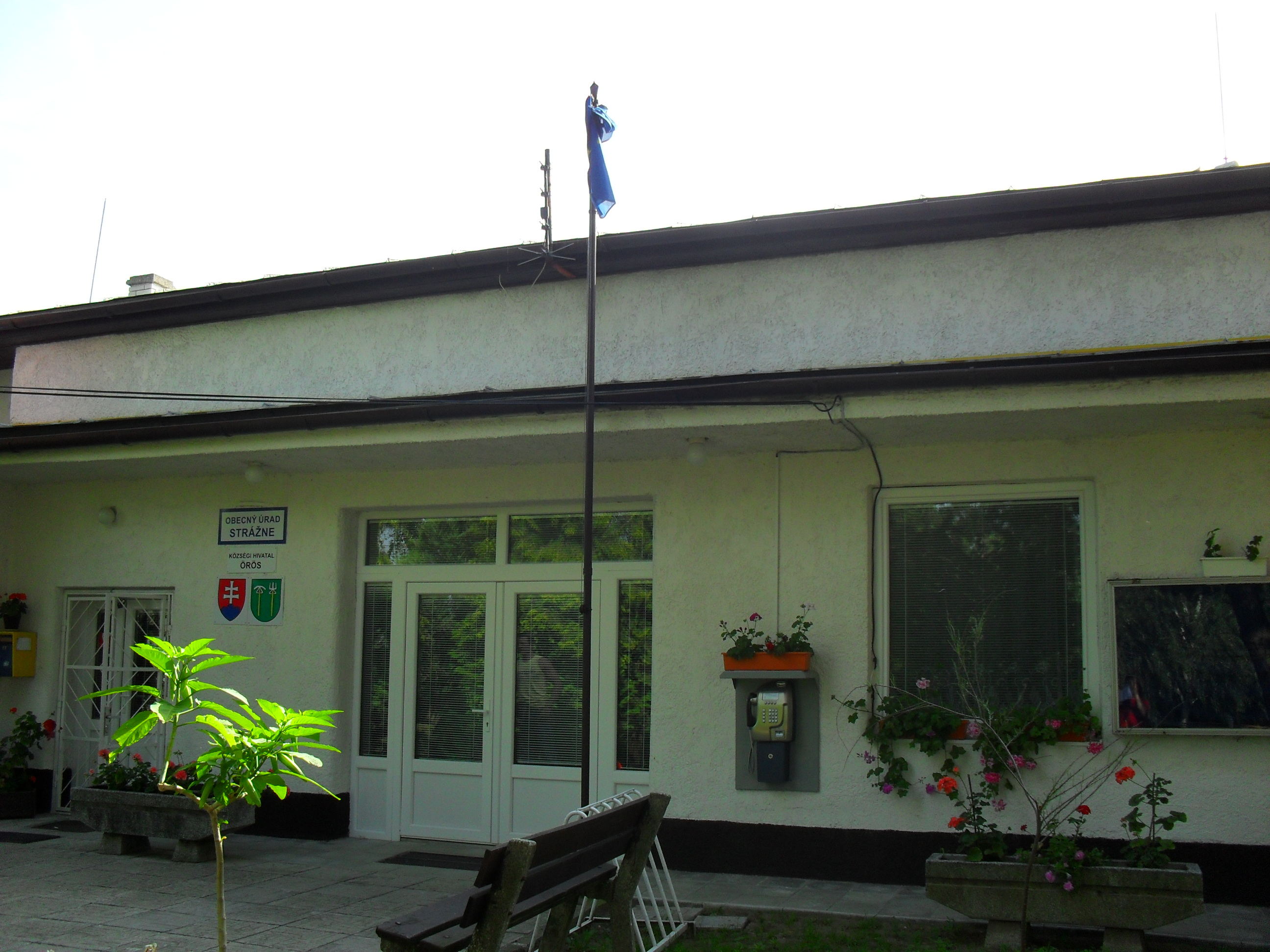
Községi hivatal
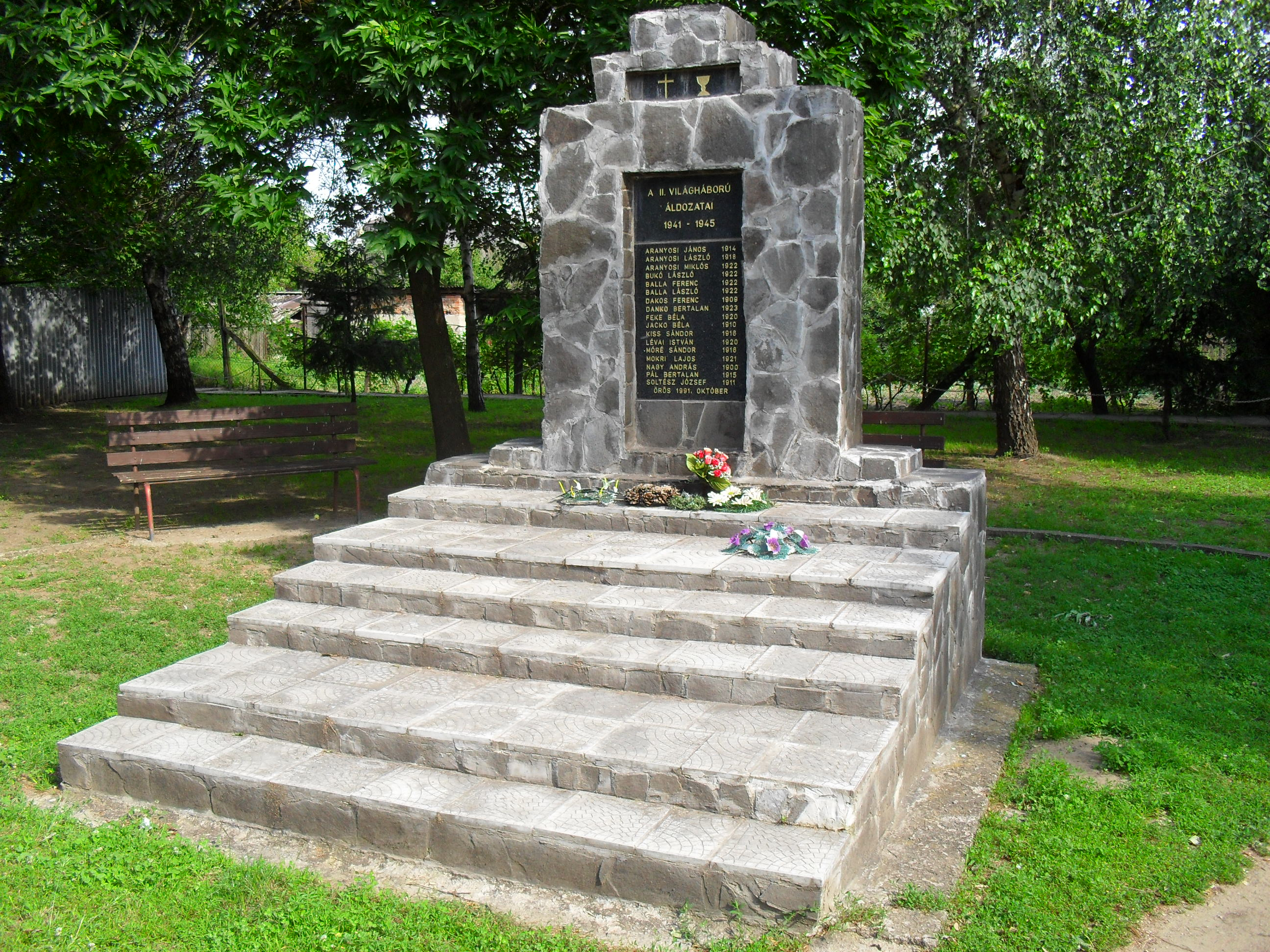
Világháborús emlékmű
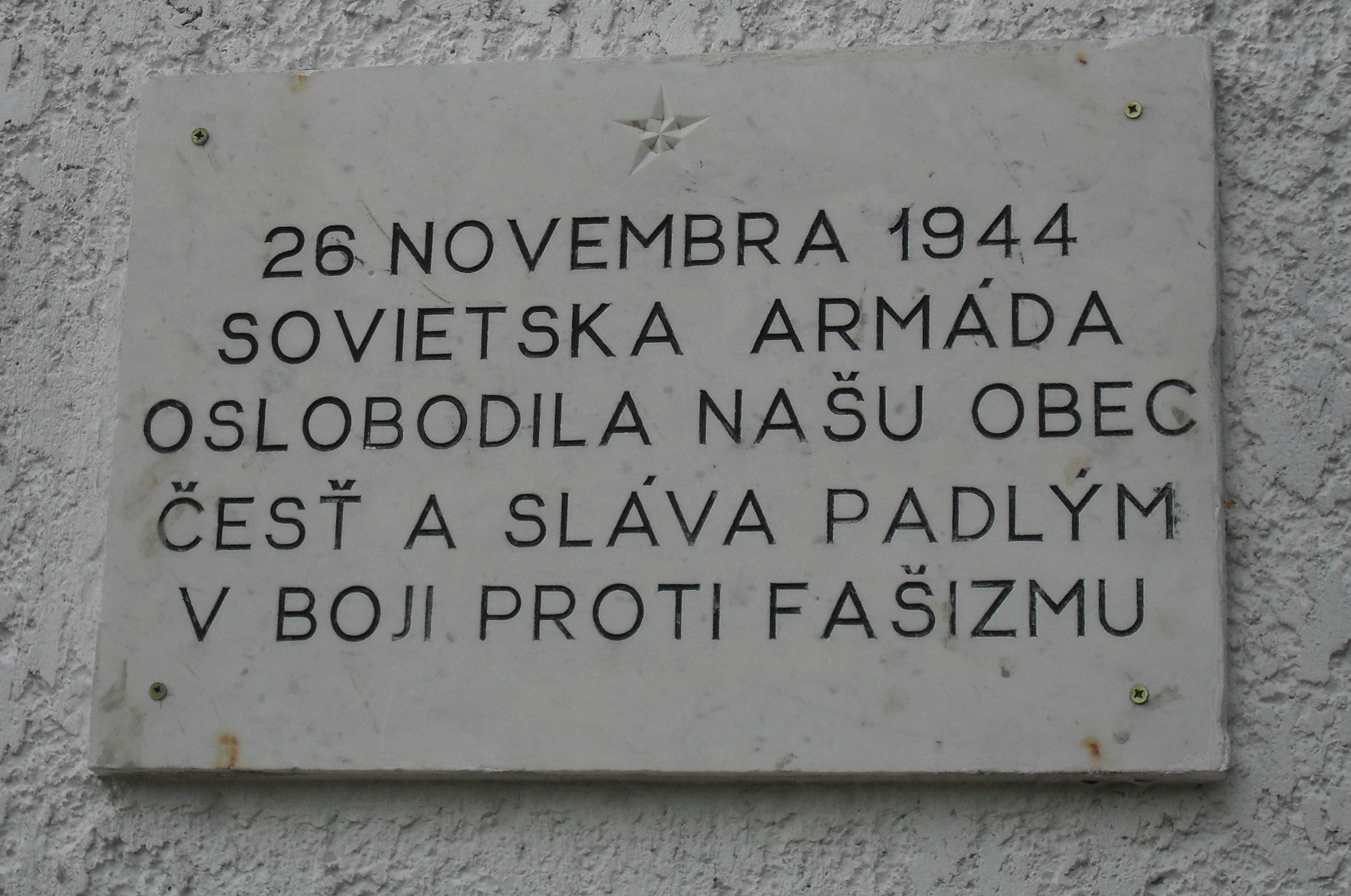
Felszabadulási emléktábla
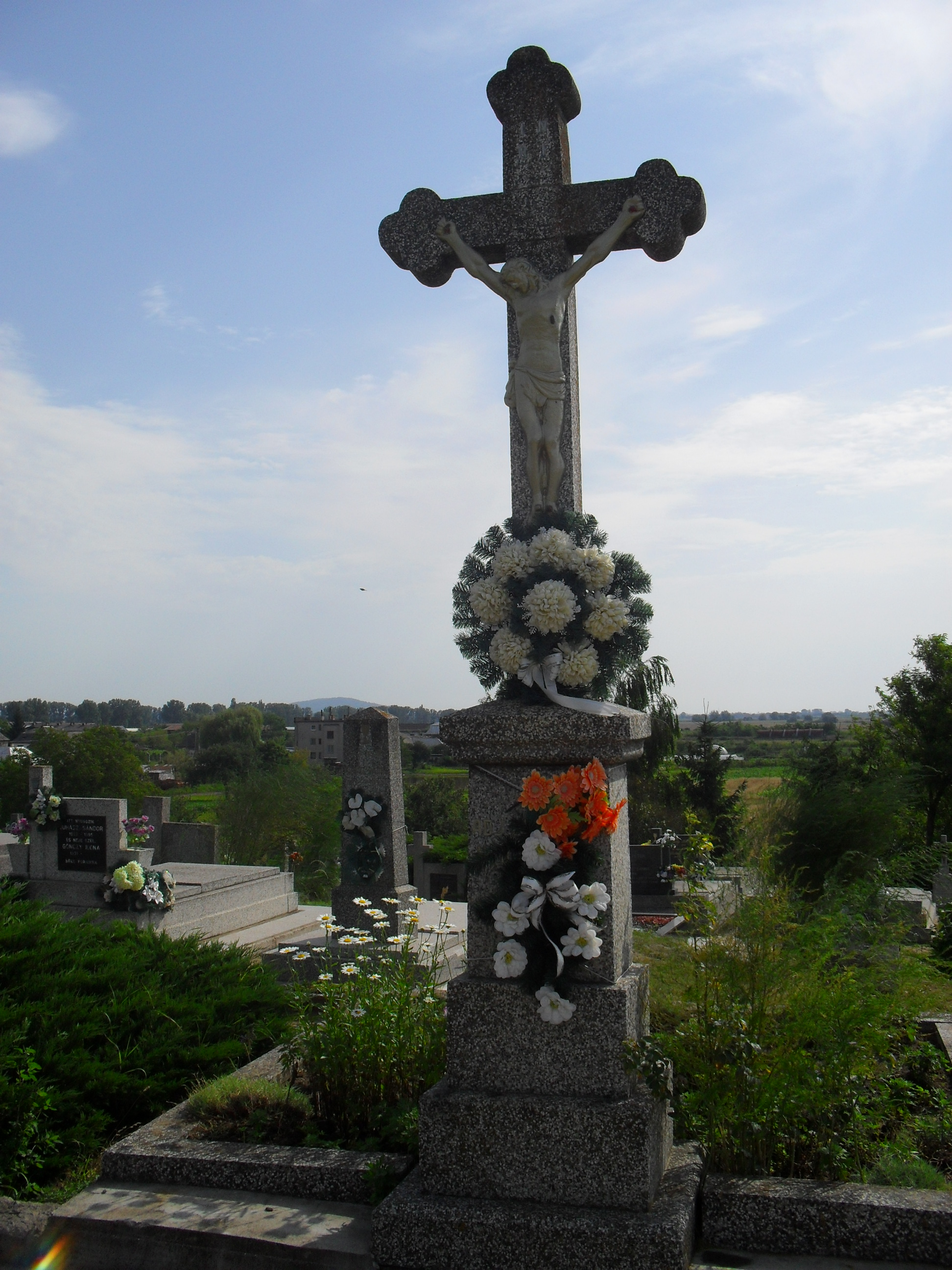
Temetői nagykereszt
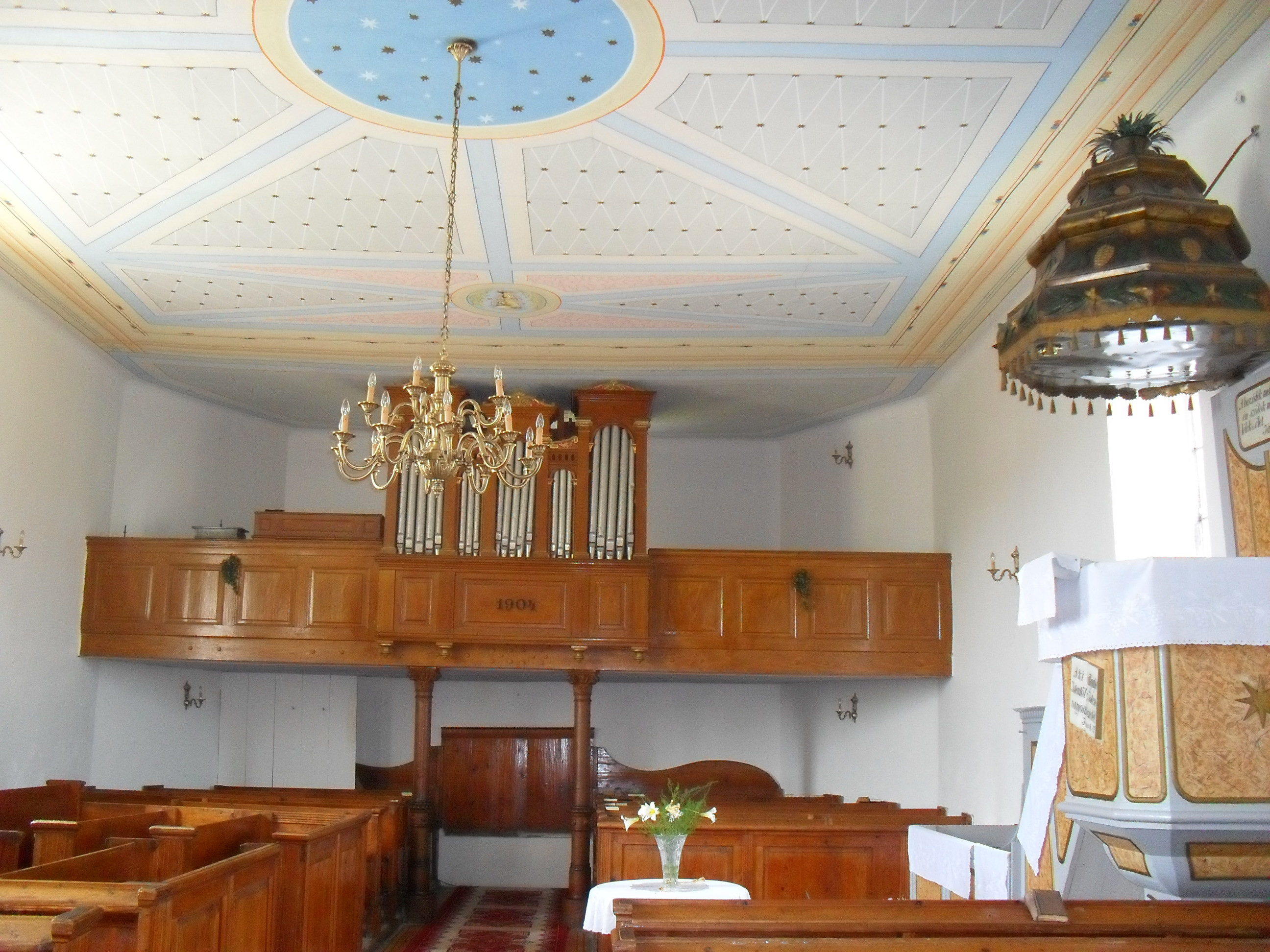
A református templomban
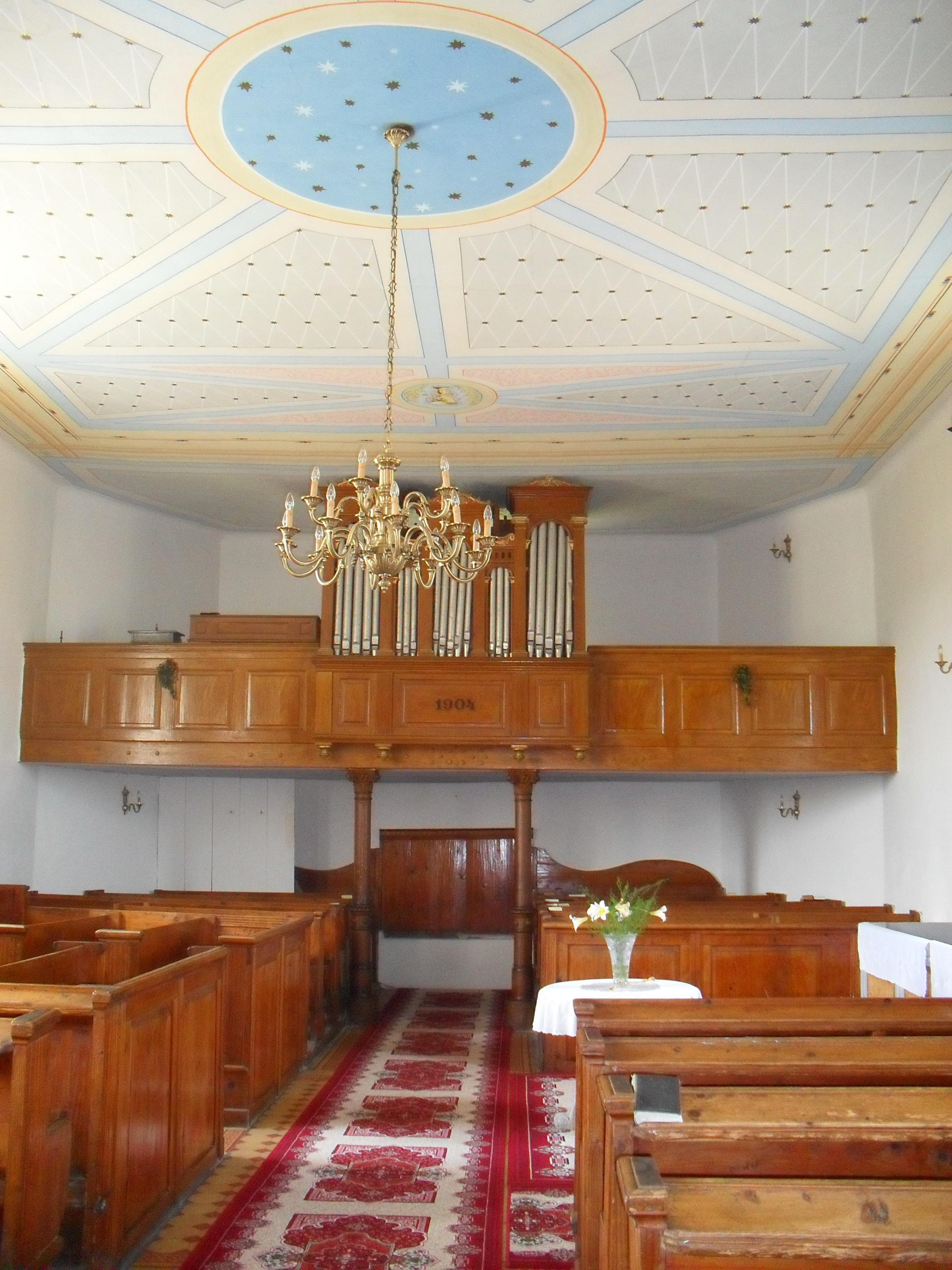
A református templomban
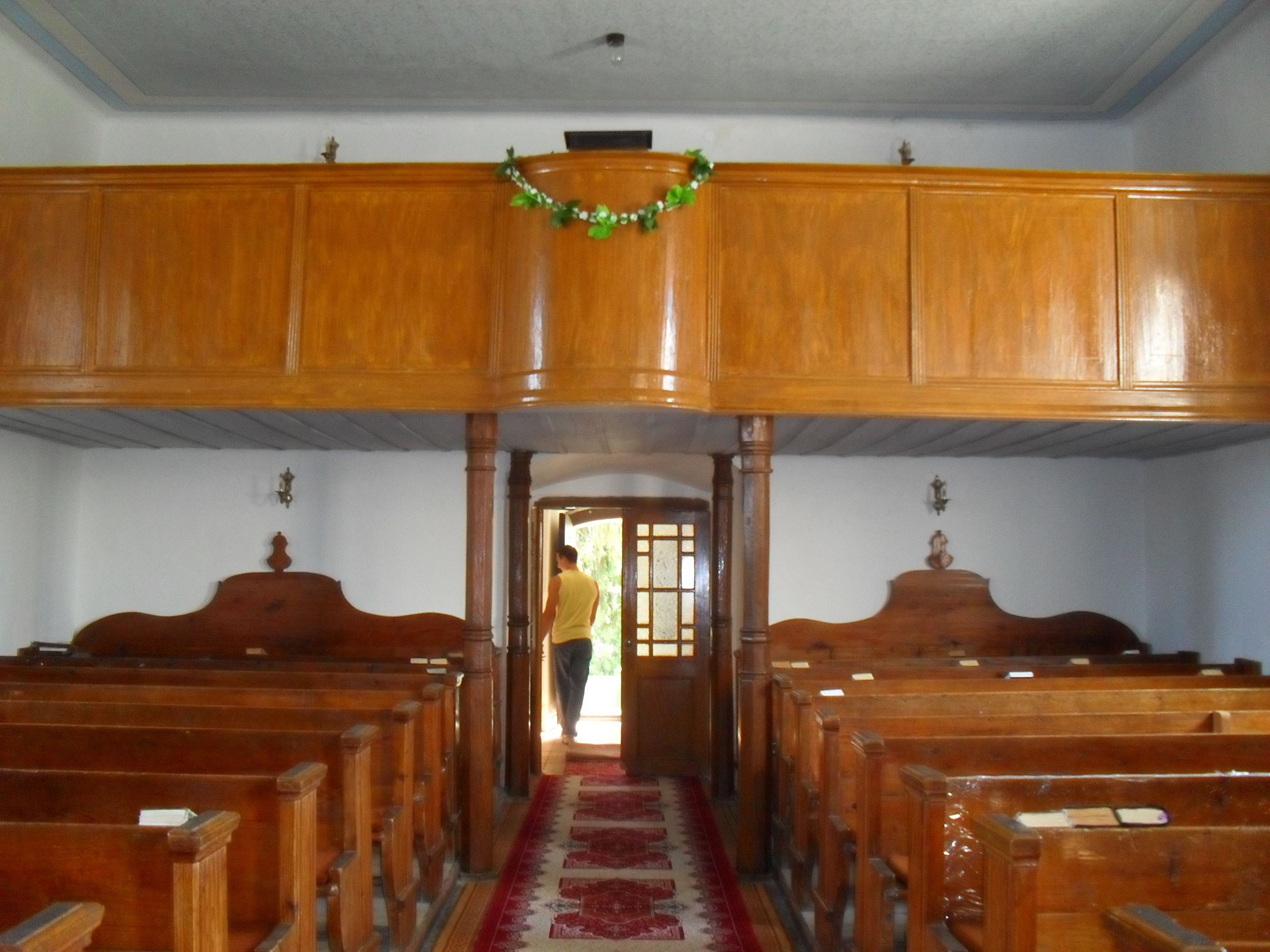
A református templomban